# Rafael Camacho (futbolista)
Rafael Euclides Soares Camacho (Lisboa, 22 de mayo de 2000) es un futbolista portugués que juega en la posición de centrocampista.

## Trayectoria
Su debut como profesional tuvo lugar el 7 de enero de 2019 ante el Wolverhampton Wanderers F. C. en la tercera ronda de FA Cup, el cual el Liverpool perdió 2-1.
De cara a la temporada 2019-20 regresó a Portugal para jugar en el Sporting C. P. En el equipo lisboeta estuvo temporada y media antes de marcharse el 2 de febrero de 2021 al Rio Ave F. C. para jugar como cedido lo que restaba de curso. Los dos siguientes volvió a salir a préstamo, primero al Belenenses SAD y después al Aris Salónica F. C. Al finalizar la campaña 2023-24 quedó libre al expirar su contrato.

## Clubes
| Club                         | País       | Año       |
| ---------------------------- | ---------- | --------- |
| Liverpool F. C.              | Inglaterra | 2018-2019 |
| Sporting C. P.               | Portugal   | 2019-2024 |
| Rio Ave F. C. (cedido)       | Portugal   | 2021      |
| Belenenses SAD (cedido)      | Portugal   | 2021-2022 |
| Aris Salónica F. C. (cedido) | Grecia     | 2022-2023 |